# 줄무늬다이커
줄무늬다이커(Cephalophus zebra)는 주로 라이베리아에서 발견되며, 코트디부아르와 시에라리온에서 발견되며 기니에서도 가끔 발견되는 작은 영양의 일종이다. 줄무늬다이커영양 또는 얼룩말다이커, 줄무늬등다이커 등으로도 불린다. 다이커 중에서 가장 이른 시기에 진화, 분기된 종으로 간주된다.